# عمانيون أفارقة
العمانيون الأفارقة أو الإفرو-عُمانيون أو العمانيون من أصل إفريقي هم شعب عماني من إرث زنوج إفريقيا. ويعيش معظمهم في المدن الساحلية في سلطنة عمان، ويتحدث العديد منهم اللغة العربية ويعتنقون الإسلام. تعود أصولهم إلى زمن تجارة الرقيق العربية وعصر العبودية في عُمان، وعندما كانت زنجبار جزءاً من الإمبراطورية العُمانية.

## التراث
لا يزال بعض العمانيين من أصل إفريقي قادرين على الحفاظ على طقوس المعالجة ذات الأصل الزنجي. اللغات المستخدمة في هذه الطقوس هي السواحلية والعربية.

## أشخاص بارزين
- علي الحبسي، لاعب كرة قدم
- تيبوتيب، تاجر رقيق